# Tử tước xứ Narbonne
Tử tước xứ Narbonne (tiếng Pháp: Vicomtes de Narbonne; tiếng Anh: Viscounts of Narbonne) là người cai trị thế tục của Tử quốc Narbonne vào thời Trung cổ. Narbonne từng là thủ phủ của tỉnh Septimania của Người Visigoth, cho đến thế kỷ thứ VIII, sau đó nó trở thành Tử quốc Narbonne thuộc Vương triều Caroling. Narbonne trên danh nghĩa chịu sự quản lý của Bá tước xứ Toulouse nhưng thường được quản lý một cách tự trị. Thành phố này là một cảng lớn trên biển Địa Trung Hải. Vào thế kỷ XII, Ermengarde xứ Narbonne (trị vì từ 1134 đến 1192) đã chủ trì một trong những trung tâm văn hóa nơi phát triển tinh thần tình yêu lịch sự (Courtly love), là một quan niệm văn học châu Âu thời trung cổ về tình yêu, nhấn mạnh đến sự cao quý và tinh thần hiệp sĩ. Vào thế kỷ XV, Narbonne sáp nhập vào Bá quốc Foix và vào năm 1507 thuộc lãnh thổ hoàng gia Pháp.